# Mandaray
Mandaray（マンダレイ）は2000年より株式会社まんだらけが始めたインターネットテレビ。
まんだらけサイトのひとつとしてスタート。
漫画、アニメ、精神世界、エロ、サブカル、インディーズ・ビジュアルバンド、お笑い、舞台、など、まんだらけとは関係のないジャンルも放送されている。
もっとも長寿番組に、アニメ会のがんばって萌えまっしょい、その後継番組に、二次元へいきまっしょいがある。
2008年6月末日をもって、生放送コンテンツの動画配信を休止する。